# Breydel de Groeninghe
De familie Breydel de Groeninghe is een Belgische adellijke familie die haar stamboom terugvoert tot Jan Breydel.

## Adelsrehabilitatie
Honderd jaar na de inhuldiging van het beeld van Breydel en Pieter de Coninck op de Markt van Brugge, werd aan Jean Breydel (1944-1996), zijn twee broers Michel en Louis-Philippe en hun nakomelingen, in 1988 rehabilitatie in de erfelijke adel verleend. In 1990 mochten ze de Groeninghe toevoegen aan hun familienaam.
Het blijft onzeker of deze Breydels afstammen van de Jan Breydel die bekendstaat als de held van de Brugse Metten en de Guldensporenslag, zoals er evenmin zekerheid is dat deze in de adelstand werd opgenomen. Er is meer doorslaggevend bewijs dat ze afstammen van naamdragers die in de 16de en 17de eeuw openbare functies uitoefenden die een opname in de adelstand met zich meebrachten. Weliswaar zijn hieromtrent geen adelbrieven bekend. 

## Broers Breydel
De rehabilitatie werd bekomen door Jean Breydel  en diens broers Michel en Louis-Philippe. Zij waren de zoons van architect Paul Breydel.
- Jean Breydel (Elsene 20 juli 1944 - Vien (gemeente Antene) 23 augustus 1996), was beroepshalve architect en werkte in die hoedanigheid bij het Brussels Gewest. Hij was liberaal provincieraadslid van Brabant en gemeenteraadslid van Elsene. In 1995 werd hij schepen voor Cultuur van deze gemeente.

Hij was stichter en afgevaardigd bestuurder van het Belgisch Centrum voor het Beeldverhaal en stichtend lid van het Museum Autoworld.
Hij was getrouwd met Annick de Massol de Rebetz en ze hadden twee zoons en een dochter.
- Michel Breydel de Groeninghe (Elsene 11 november 1945), gemeenteraadslid in Elsene, trouwde met Yolande Vermeersch. Ze hebben een zoon en een dochter.[1]
- Louis-Philippe Breydel de Groeninghe (Elsene 4 maart 1949), fotograaf, trouwde met Brigitte Vanslype. Ze hebben twee dochters.